# Suzanne Manet
Suzane Leenhoff (Suzanne Manet) (30 de octubre de 1829 en Delft – 8 de marzo de 1906 en París) fue una pianista de origen holandés. Posó como modelo para el pintor Édouard Manet, quien también fue su esposo.

## Reseña biográfica
Fueron sus padres Carolus A. Leenhoff y Martina Adriana Johanna Ilcken y sus hermanos Carolus A. Leenhoff, Mathilde Leenhoff, Ferdinand Rudolf Leenhoff y Martine Leenhoff.
Suzane Leenhoff fue una excelente pianista, contratada inicialmente en 1851 por Auguste Manet, padre de Édouard, como profesora de piano de Édouard y sus hermanos. Suzanne y Édouard se enamoraron y se vieron involucrados románticamente durante los siguientes diez años. También pudo haber sido la amante de Auguste. En 1852, Leenhoff dio a luz, fuera del matrimonio, un hijo, León Koella Leenhoff. Suzanne y Édouard finalmente se casaron en octubre de 1863, un año después de la muerte del padre de Édouard.
La silueta tranquila y relajante de Suzanne aparece repetidamente en la obra de Manet. Hay varios retratos de ella pintados por Manet, incluyendo La lectura, donde la Sra. Manet escucha atentamente las palabras de su hijo Leo, el lienzo impresionista La Señora de Edouard Manet o Madame Manet en el piano, en el cual Manet pone de manifiesto el gran talento que tenía su esposa para tocar este instrumento; Por último, cuando era la fiel compañera del pintor, sirvió como modelo para el cuadro con desnudo femenino La ninfa sorprendida.
Sus compositores favoritos eran Robert Schumann, Ludwig van Beethoven y Richard Wagner.
Después de la muerte de Édouard Manet en 1883, Suzanne primero vivió en la casa de su primo Julio de Jouy en Gennevilliers, a continuación, en Asnières, finalmente, con su hijo en París, en la rue Saint-Dominique 94a. Suzanne Manet murió en 1906. Ella al igual que su marido fue enterrada en el Cementerio de Passy.

## Retrato de Degas

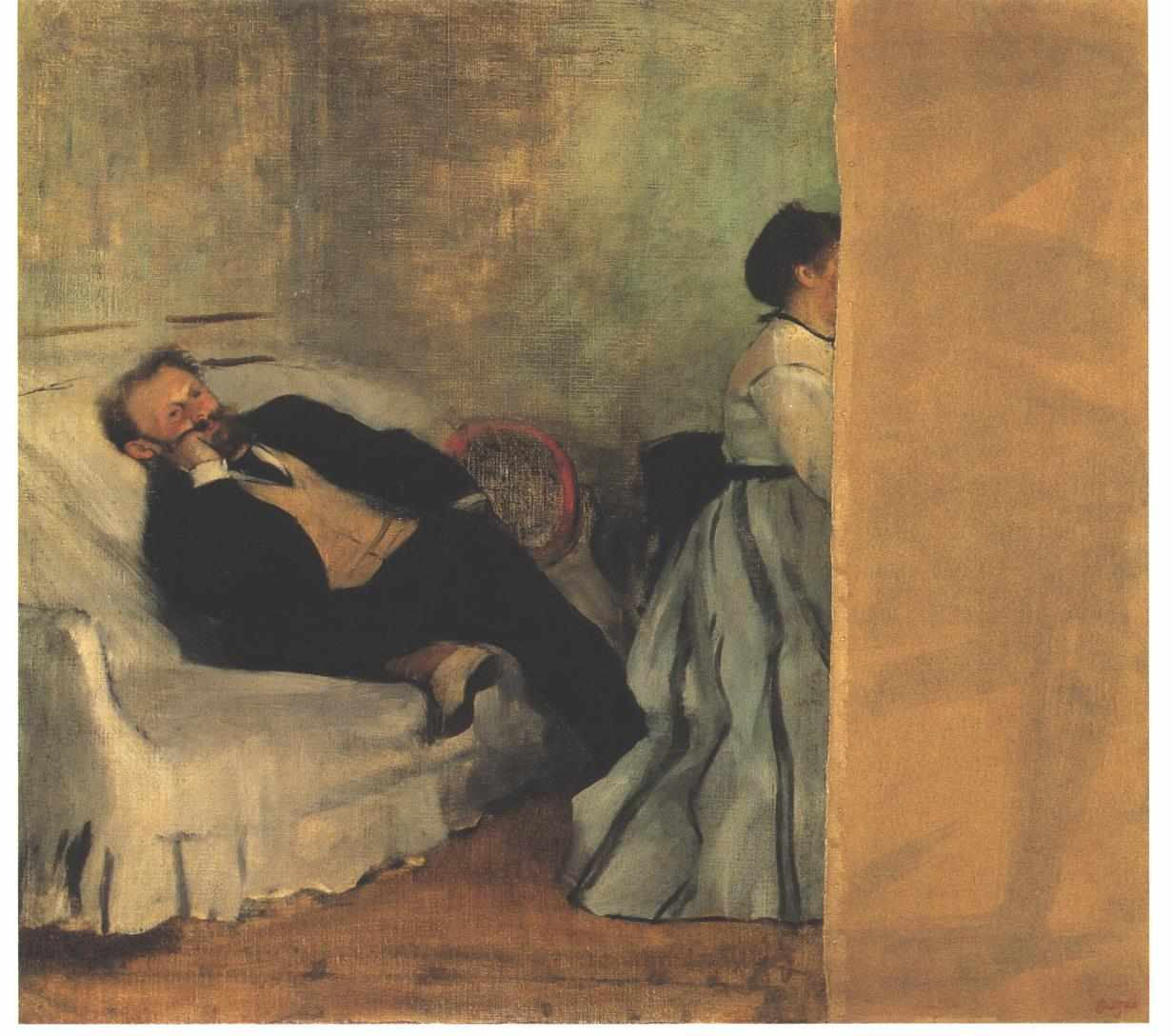
Edgar Degas, Madame Manet y Édouard Manet, 1868-1869, Kitakyushu Municipal Museum of Art

Édouard Manet y Edgar Degas se encontraron por casualidad en el Louvre en 1862 y después de una intensa conversación y la demostración de Manet en el arte del grabado, establecieron una amistad de por vida. En algún momento de 1868 Degas pintó un retrato de Manet y su esposa. En dicha obra Manet se halla reclinado en un diván y al lado Suzanne parece estar sentada tocando el piano. El misterio que rodea el retrato de Degas está en el hecho de que la pintura fue reducida de arriba abajo y desde la derecha a través de la imagen de Suzanne. El supuesto es que Manet -por una razón desconocida- cortó la pintura. Manet pudo haber recortado la pintura porque no le gustaba la forma en que Suzanne fue pintada o porque estaba peleado entonces con Degas o podría haber estado enojado con su esposa, la razón real para dicha acción aún se desconoce. Cuando Degas vio lo que había hecho a su pintura le exigió su devolución y se la llevó de vuelta. La intención de Degas era volver a repintar la imagen de Susana al piano. Pero Degas nunca llegó a corregir la pintura y la misma permaneció en su estado mutilado, en la actualidad se halla en el Museo Municipal de Arte de Kitakyushu en Japón.

## Suzanne en la obra de Manet

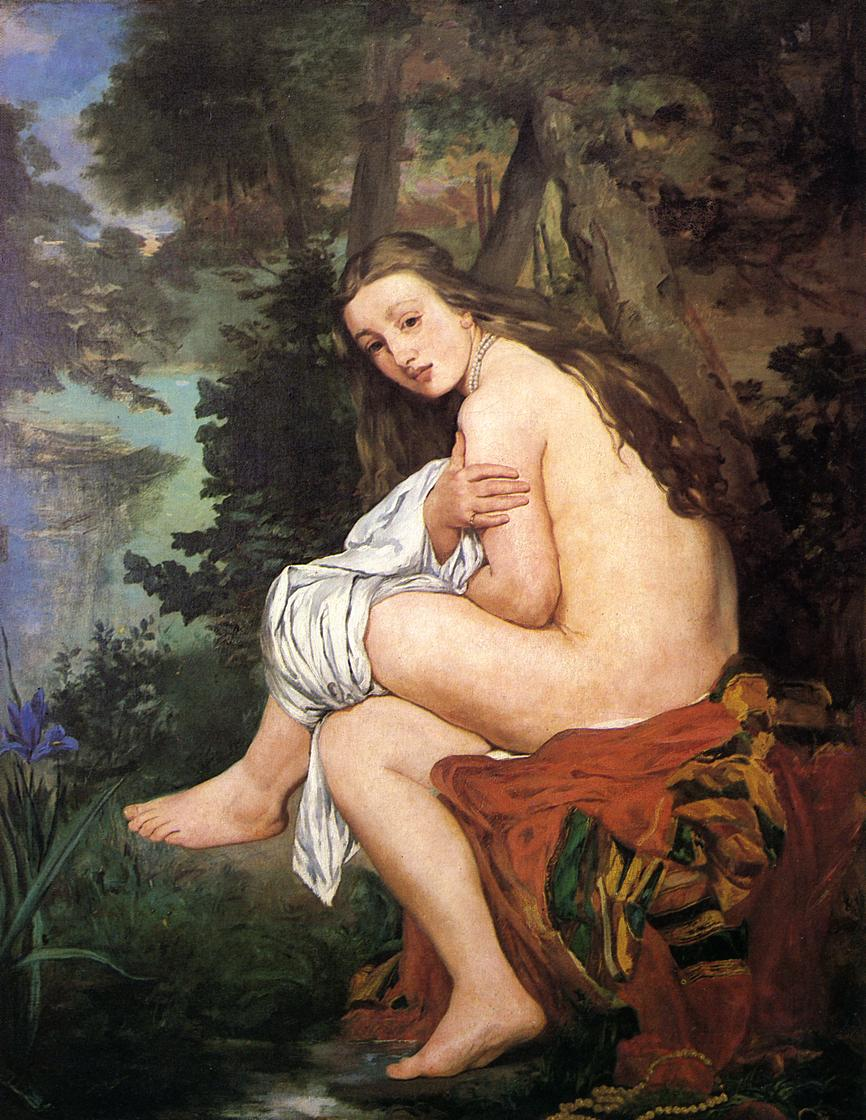
Édouard Manet, La ninfa sorprendida, 1859-1861.
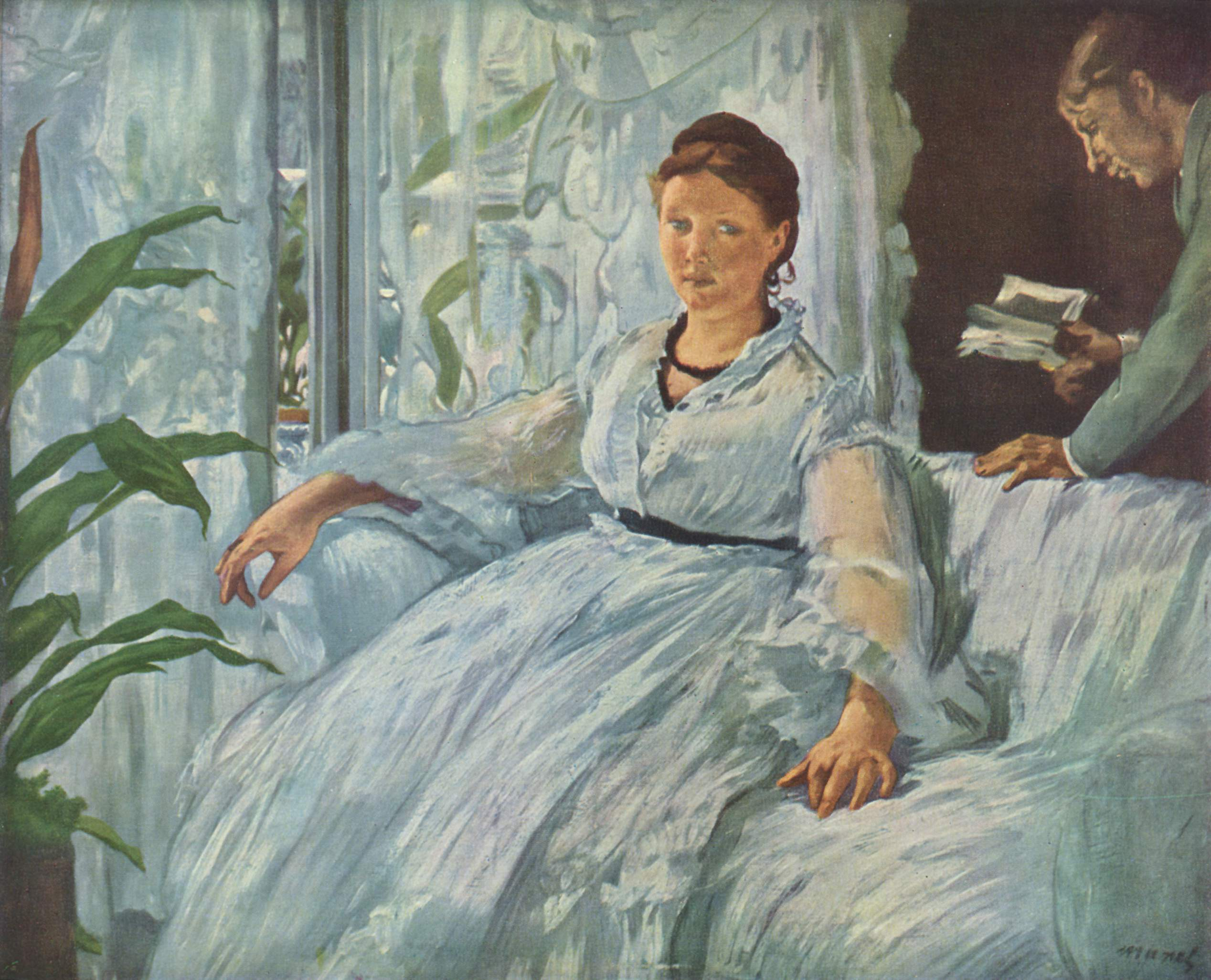
Édouard Manet, La Lectura, 1868.
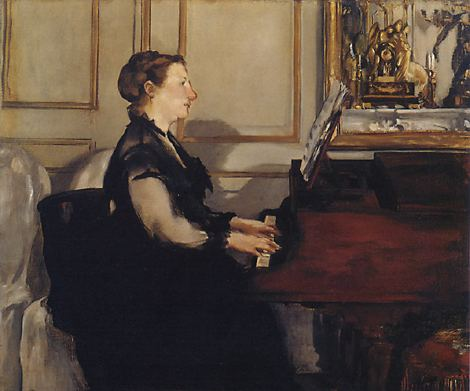
Édouard Manet, Madame Manet en el piano, 1867-1868 Musée d'Orsay
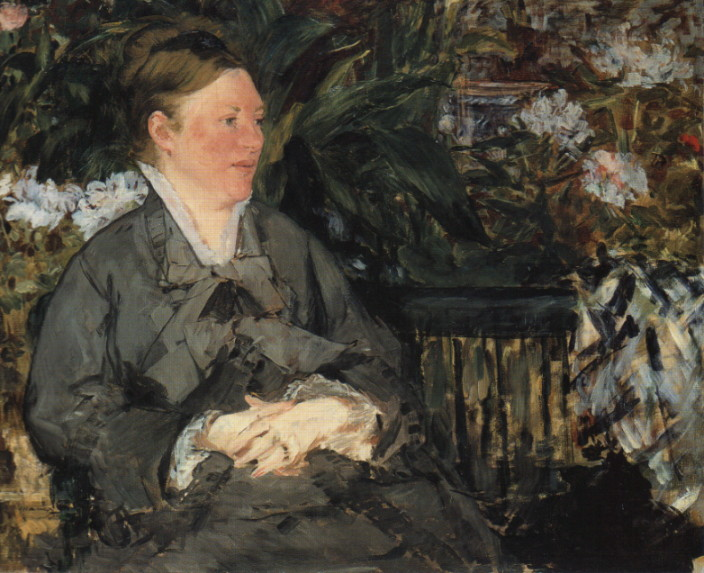
Édouard Manet, Madame Manet en el invernadero 1879
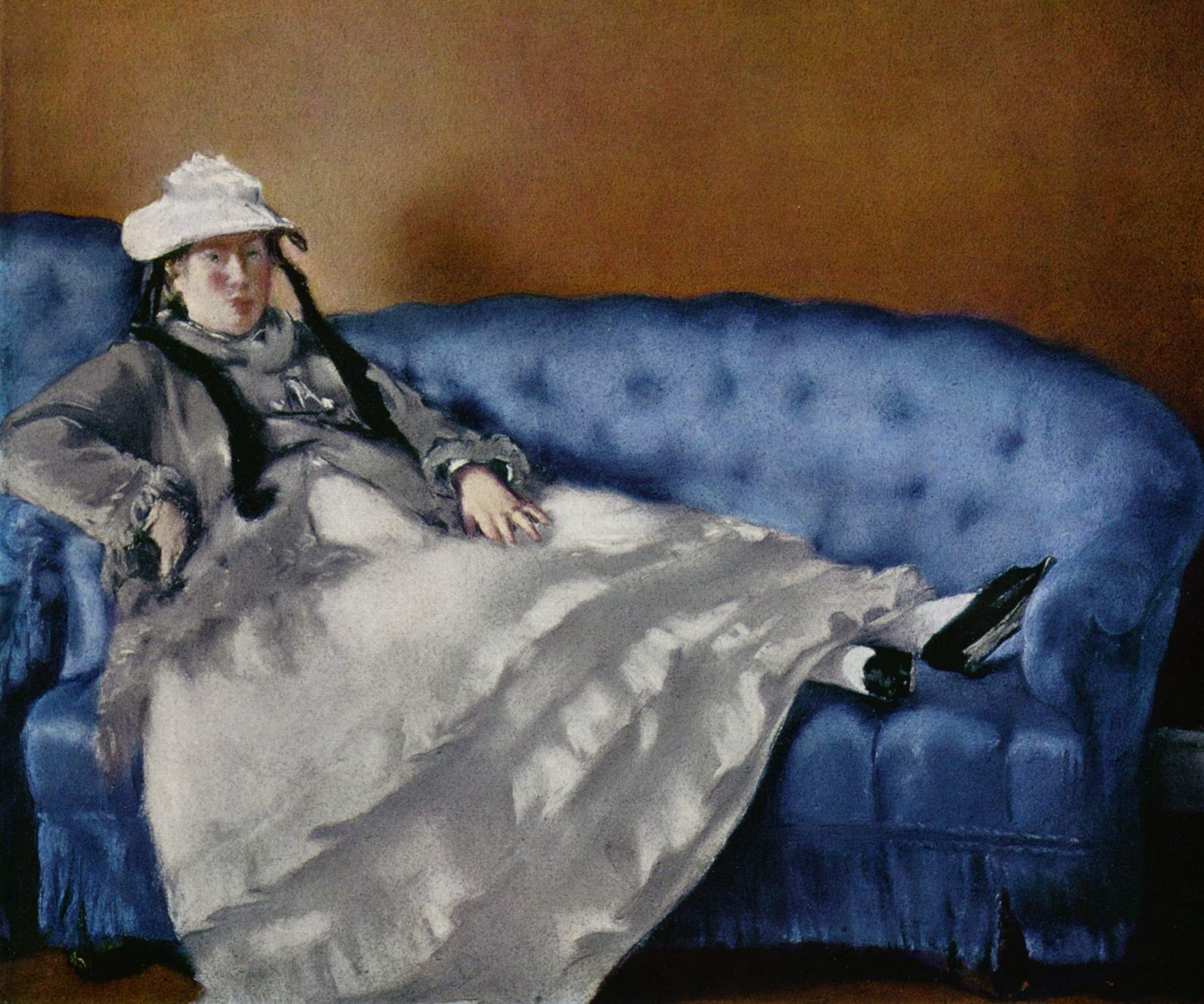
Édouard Manet, Madame Manet en el Sofa azul c. 1880
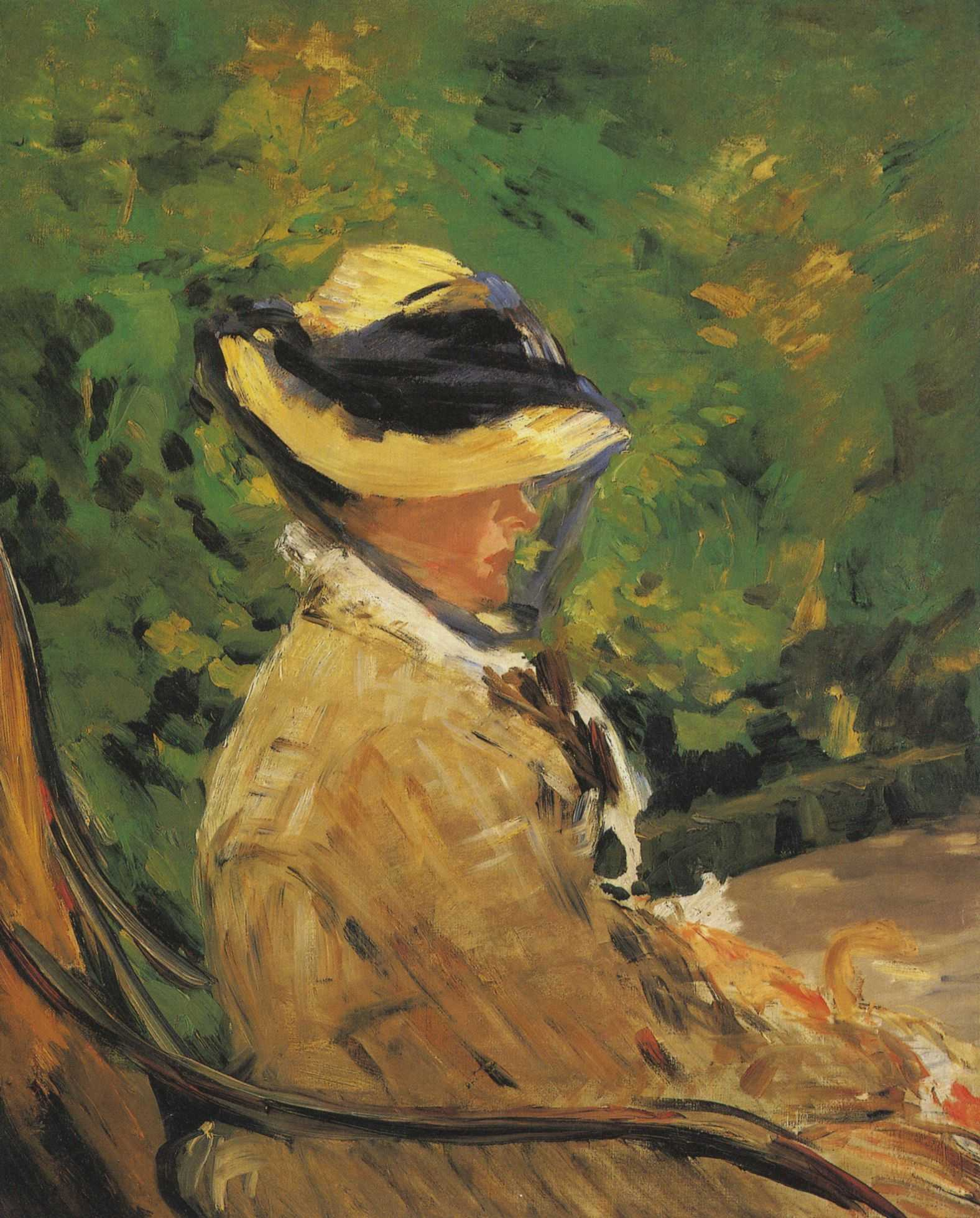
Édouard Manet, Madame Manet en el jardín de Bellevue 1880, Metropolitan Museum of Art
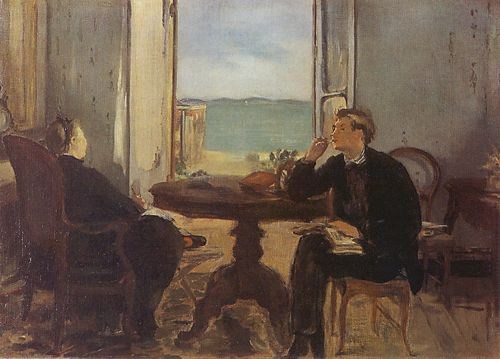
Édouard Manet, Madame Manet y Léon Leenhoff 1871, Clark Art Institute, Williamstown, Massachusetts